# Bukovec (Isergebirge)
Der Bukovec (deutsch Buchberg, früher Keuliger Buchberg bzw. Keulichter Buchberg) ist ein Berg im tschechischen Teil des Isergebirges an der Grenze zu Polen. Der 1005 m n.m. hohe Vulkankegel ist der markanteste Berg des Gebirges und liegt an der Mündung der Jizerka (Kleine Iser) in die Jizera (Iser) bei dem Gebirgsort Jizerka (Klein Iser).
An seinen Hängen sind warme Quellen zu finden. Der Basaltgipfel mit seinen spezifischen klimatischen Bedingungen ist ein Rückzugsgebiet für Vögel und seltene Pflanzen- und Insektenarten. Er ist seit 1960 als Naturreservat (přírodní rezervace) geschützt. Das 56 Hektar große Schutzgebiet umfasst die Buchen- und Schluchtenwälder auf dem Gipfel und die umliegenden Feuchtwiesen. Im Reservat sind zwei Lehrpfade eingerichtet.

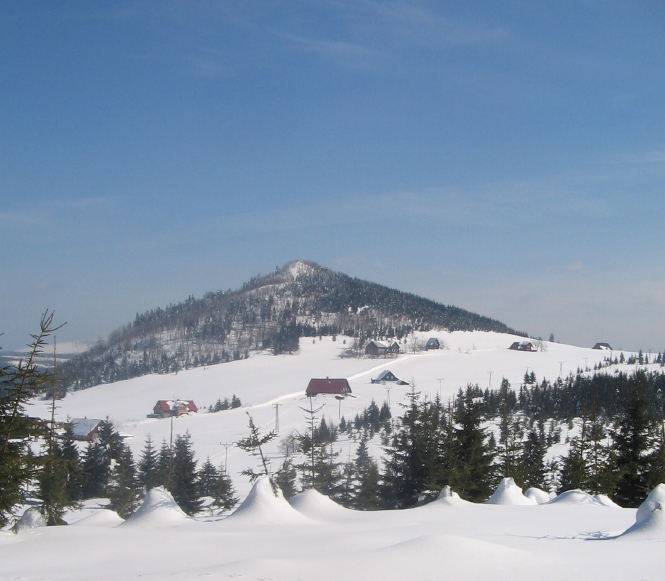
Bukovec im Winter von Jizerka aus